# Фасик
Фа́сик (араб. فاسق‎) или джа́’ир — грешник и нечестивец, пренебрегающий выполнением основных положений ислама. Фасики не считаются отрекшимися от ислама, но их поступки считаются недопустимыми с позиций мусульманской морали. О фасиках говорится в нескольких аятах Корана.
Свойства
Фасик постоянно совершает греховные поступки, но при этом он осознаёт, что его действия противоречат Божественному закону и не отрицает это. Сунниты считают таких людей мусульманами до тех пор, пока они открыто не объявят о своем вероотступничестве. Хариджиты считали их неверными (кафир), которые после смерти попадут в ад (джаханнам). Мутазилиты считали, что фасики занимают промежуточное положение между верой и неверием (аль-манзиляту байн аль-манзилятайн).
И не порочьте друг друга злословием и не зовите друг друга обидными, злыми прозвищами. Ведь очень скверно называть человека нечестивым, после того как он уверовал. А кто не откажется от того, что Аллах ему запретил, тот несправедлив к себе и к другим. Ведь он себе и другим причиняет зло.
Права
Фасик имеет право только при распоряжении своим собственным имуществом. Ему разрешено вступать в брак и заключать сделки, однако его партнёры и клиенты вправе требовать удостоверения всех договоров и сделок свидетелями (шахада). Фасиков не назначают на административные и выборные должности. Он может быть душеприказчиком, опекуном и т. п., если так пожелает завещатель (василь). В исламском праве (фикх) показания и свидетельства фасиков считаются недействительными.
Раскаяние
Для того, чтобы фасик больше не считался таковым, он должен принести раскаяние (тауба) в своем нечестии, пройти обряды искупления (каффара) и очищения (тахарат), проявляя себя достойным мусульманином. Если фасики не будут прощены Аллахом, то они войдут в ад, однако степень их мучений будет легче степени неверных.